# Zarza la Mayor
Zarza la Mayor – gmina w Hiszpanii, w prowincji Cáceres, w Estramadurze, o powierzchni 170,28 km². W 2011 roku gmina liczyła 1409 mieszkańców.